# Senna multifoliolata
Senna multifoliolata är en ärtväxtart som först beskrevs av Paul G.Wilson, och fick sitt nu gällande namn av Howard Samuel Irwin och Rupert Charles Barneby. Senna multifoliolata ingår i släktet sennor, och familjen ärtväxter.

## Underarter
Arten delas in i följande underarter:
- S. m. eurystegia
- S. m. metaxi
- S. m. mimetes
- S. m. multifoliolata